# Раймонд Дебевець
Раймонд Дебевець  (словен. Rajmond Debevec; нар. 29 березня 1963) — словенський стрілець, олімпійський чемпіон. Народився в місті Постойна в Словенії.

## Виступи на Олімпіадах
| Олімпіада         | Дисципліна                                     | Місце |
| ----------------- | ---------------------------------------------- | ----- |
| Лос-Анджелес 1984 | пневматична гвинтівка, 10 м                    | 12T   |
| Лос-Анджелес 1984 | дрібнокаліберна гвинтівка, 50 м, три положення | 20T   |
| Сеул 1988         | пневматична гвинтівка, 10 м                    | 25T   |
| Барселона 1992    | пневматична гвинтівка, 10 м                    | 9     |
| Барселона 1992    | дрібнокаліберна гвинтівка, 50 м, три положення | 6     |
| Барселона 1992    | дрібнокаліберна гвинтівка, 50 м, лежачи        | 18T   |
| Атланта 1996      | пневматична гвинтівка, 10 м                    | 6     |
| Атланта 1996      | дрібнокаліберна гвинтівка, 50 м, три положення | 9     |
| Атланта 1996      | дрібнокаліберна гвинтівка, 50 м, лежачи        | 9     |
| Сідней 2000       | пневматична гвинтівка, 10 м                    | 9T    |
| Сідней 2000       | дрібнокаліберна гвинтівка, 50 м, три положення | 1     |
| Сідней 2000       | дрібнокаліберна гвинтівка, 50 м, лежачи        | 19T   |
| Афіни 2004        | пневматична гвинтівка, 10 м                    | 29T   |
| Афіни 2004        | дрібнокаліберна гвинтівка, 50 м, три положення | 4     |
| Афіни 2004        | дрібнокаліберна гвинтівка, 50 м, лежачи        | 9T    |
| Пекін 2008        | пневматична гвинтівка, 10 м                    | 31    |
| Пекін 2008        | дрібнокаліберна гвинтівка, 50 м, три положення | 3     |
| Пекін 2008        | дрібнокаліберна гвинтівка, 50 м, лежачи        | 21    |
| Лондон 2012       | дрібнокаліберна гвинтівка, 50 м, три положення | 27    |
| Лондон 2012       | дрібнокаліберна гвинтівка, 50 м, лежачи        | 3     |